# Yleyrodes
Yleyrodes is een geslacht van halfvleugeligen (Hemiptera) uit de familie witte vliegen (Aleyrodidae), onderfamilie Aleyrodinae.
De wetenschappelijke naam van dit geslacht is voor het eerst geldig gepubliceerd door Bink-Moenen in 1983. De typesoort is Yleyrodes isoberliniae.

## Soort
Yleyrodes omvat de volgende soort:
- Yleyrodes isoberliniae Bink-Moenen, 1983